# Jatagan
Jatagan (od turskog yatağan) vrsta je turskog mača, koji se u osmanlijskoj vojsci koristio od sredine 16. do kraja 19. stoljeća. Ime je dobio po gradu Yatağanu u jugozapadnoj Turskoj u kojem su se takvi mačevi počeli proizvoditi.
Jatagan je mač nalik sablji s jednom oštricom, kojim se barata jednom rukom. Duljina oštrice je od 60 do 80 centimetara. Mač je specifično savinut i prepoznatljiv je simbol Orijenta. Oštrica mača je izrađena od kovanog čelika i izuzetne je tvrdoće u odnosu na ostale mačeve koji su se koristili u to vrijeme.
Jatagani koje su koristili janjičari i drugi pješaci bili su manji i lakši od klasičnih mačeva kako ne bi smetali kod dugih marševa.